# Bucuroaia (okręg Bihor)
Bucuroaia – wieś w Rumunii, w okręgu Bihor, w gminie Copăcel. W 2011 roku liczyła 388 mieszkańców.